# Psi (paranormaal)
De aanduiding psi wordt in de parapsychologie gebruikt als neutrale aanduiding voor parapsychologische fenomenen zoals buitenzintuiglijke waarneming en psychokinese. De term is oorspronkelijk bedacht door de bioloog Benjamin P. Wiesner, en is afgeleid van ψ, de 23e letter uit het Griekse alfabet en van het Griekse woord psyche (ziel).
Deze aanduiding werd voor het eerst gebruikt in 1942 door de psycholoog Robert Thouless in een artikel in de British Journal of Psychology. De bedoeling van Thouless en Wiesner was, een neutrale en a-theoretische term te geven om te refereren aan termen als "buitenzintuiglijke waarneming" en "psychokinese". Deze termen zijn omstreden aangezien zij het bestaan van deze verschijnselen vooronderstellen en/of suggereren waardoor deze verschijnselen worden veroorzaakt.
Hoewel Thouless en Wiesner met het begrip psi uitsluitend refereerden aan een beperkte groep onderzoekswaardige fenomenen, is de betekenis van het begrip later zodanig opgerekt, dat het vandaag de dag gebruikt wordt voor alle (nog) onverklaarde, al dan niet vermeende fenomenen in het gehele onderzoeksveld van de parapsychologie. De parapsychologie kan aldus worden gedefinieerd als het wetenschappelijk onderzoek naar vermeende psiverschijnselen. De oorzaak van deze fenomenen, hoewel onverklaard, hoeft niet per se bovennatuurlijk te zijn.